# Leopold Schott
Leopold Schott, hebräisch Juda-Löb Schott (27. Juni 1807 in Randegg – 20. Januar 1869 in Bühl) war Autor und Bezirksrabbiner in Baden.

## Leben
Leopold Schott war der Sohn des Schustermeisters Aron Schott. Er studierte zunächst vier Jahre an der Jeschiwa in Hechingen und setzte sein Talmudstudium in Karlsruhe bei Rabbiner Ascher Löw für weitere vier Jahre fort. Von 1824 bis 1827 besuchte er gleichzeitig das Lyzeum in Karlsruhe. Am 6. Mai 1829 immatrikulierte er sich an der Universität Heidelberg und 1833 bestand er die Staatsprüfung für Rabbiner beim Oberrat. Zunächst wurde er Religionslehrer in Randegg und ab 1833 dort Rabbinatsverweser, wo er schließlich 1837 das Amt des Rabbiners erhielt. Er arbeitete bei der Zeitschrift für die religiösen Interessen des Judentum (ZRIJ) von 1844 bis 1846 mit. Ab 1849 wurde er zusätzlich Konferenzrabbiner beim Oberrat der Israeliten Badens. Leopold Schott war einer der fortschrittlichsten Reformer in der Religionskonferenz des Oberrates, er setzte sich unter anderem für die Einführung der Orgel in der Synagoge ein. 1852 wurde er Rabbinatsverweser in Gailingen und ab dem 20. April 1855 bis zu seinem Tod Bezirksrabbiner in Bühl. Er war verheiratet mit Sara geborene Randegger (1808–1889), Tochter des Rabbiners Mayer Randegger in Triest. Leopold Schott wurde auf dem jüdischen Friedhof in Bühl bestattet.

## Werke (Auswahl)
- Winke für die israelitischen Volkslehrer: Predigt gehalten am Sabbat Pinchas 5605 (26. Juli 1845) in der Synagoge zu Hannover, 1845
- Äußere und innere Freiheit. Predigt am hohen Geburtsfeste Sr. Königl. Hoheit des durchlauchtigsten Großherzogs von Baden, 1846
- Trauerrede bei dem Allerhöchst angeordneten und nach Vorschrift des Großherzoglichen Oberraths der Israeliten abgehaltenen Trauergottesdienstes, zum Andenken und zu Ehren des Höchstseligen Großherzogs Leopold von Baden, 1852
- Ansprache zur Vorbereitung auf den Huldigungs-Eid im sämmtlichen Synagogen des Bezirksrabbinats gehalten, Konstanz 1852